# The Penguins
The Penguins (Пінгвіни) — американський чоловічий вокальний квартет, який працював у стилі ду-воп. У 2004 гурт був включений в Залу слави вокальних гуртів.

## Сингл Earth Angel
Гурт найбільш відомий завдяки своїй пісні «Earth Angel», що стала рок-н-рольною класикою (8 місце Billboard Hot 100, 15 тижнів в чарті), хоча її успіх їм так і не вдалося згодом повторити — пісня так і залишилася їх єдиним попаданням в першу сороківку цього головного чарту «Білборда». «Earth Angel» знаходиться на 152 місці у списку 500 найкращих пісень усіх часів за версією журналу Rolling Stone. Крім того, пісня «Earth Angel (Will You Be Mine)» у виконанні гурту The Penguins входить у складений Залою слави рок-н-ролу список 500 Songs That Shaped Rock and Roll.

## Склад

### Оригінальний склад
- Клівленд Данкан (англ. Cleveland Duncan) (23 липня 1935 — 7 листопада 2012) — лід-вокал[6]
- Кертіс Вільямс (англ. Curtis Williams) (11 грудня 1934 — 10 серпня 1979) — тенор
- Декстер Тісбі (англ. Dexter Tisby) (10 березня 1935 — травень 2019) — баритон
- Брюс Тейт (англ. Bruce Tate) (27 січня 1937 — 20 червня 1973) — тенор

На момент створення гурту у 1954 році всі четверо вчилися в одній школі (Fremont High School в Лос-Анджелесі).